# クリス・ブルックス
クリス・ブルックス（Chris Brookes、1991年8月24日 - ）は、イギリスの男性プロレスラー。DDTと契約している。血液型O型。
2019年6月にDDTに初参戦すると、2020年1月の後楽園ホール大会で日本への移住を発表した。2度のKO-D無差別級王座、2度のDDT UNIVERSAL王座 の戴冠歴がある。

## 来歴
2007年にデビューし、イギリスのファイトクラブ・プロを主戦場に、キッド・ライコスとのタッグ"CCK"などとして国内各団体やヨーロッパを中心に活動していた。
2019年6月、DDTプロレスリングに参戦のため初来日。高梨将弘とCDK（Calamari Drunken Kings）を結成し、タッグ戦線に参入。D王 GRAND PRIX2020ではAブロック1位タイと好成績を上げ、シングルの実績も積み重ねている。
2020年より日本に移住して活動している。
2月23日、DDT UNIVERSAL王座の初代王者となる。
2021年3月14日、勝俣瞬馬からDDT EXTREME級選手権奪取。
2023年5月21日、4回目の出場でKING OF DDTトーナメント初優勝。7月23日には火野裕士を破りKO-D無差別級王座を戴冠。

## 人物
レスラーとしての理想像をルールや慣習に縛られないパンクロッカーみたいなレスラーとしている。2018年にはWWE UKからスカウトの声がかかったが、エモーショナルなプロレスがしたいと断っている。
子供の頃、家族でディズニーランドへ行った時の事ミッキーマウスの頭を外してたばこを吸うフランス人を見て真実を知ってしまってから着ぐるみを襲撃せずにいられなくなり、ポコたんがいるとまっ先に襲い、記者会見の場でちぃたん☆を襲撃し大乱闘に発展。2024年のアコスイべント広場大会ではゆるキャラアコスちゃんに因縁をつけて襲撃しようとした。

## 得意技
プレイングマンティスボム
ダブルアーム・パイルドライバー
相手の上半身をリバース・フルネルソンの体勢で捕らえて相手の体を垂直に持ち上げながら尻餅をつき、相手の頭部を打ちつける。
オクトパスストレッチ
伊藤スペシャル
通常のテキサスクローバーホールドの手のクラッチとは違い、お祈りをするような形で自身の手同士をクラッチする。
ケンカ・キック
デス・バイ・ロール・アップ
スクールボーイで押さえ込んだ状態から自ら仰向けになり、相手の足を捕らえて押さえ込む。
バッカス
フロントネックロックから仕掛ける変形の雁之助クラッチ。元はDDTでのタッグパートナーである高梨将弘の技。

## タイトル歴
DDTプロレスリング
- KO-D無差別級王座 - 2回（第81代、第84代[5]）
- DDT EXTREME級王座 - 1回（第51代）
- DDT UNIVERSAL王座 - 2回（初代、第3代）
- アイアンマンヘビーメタル級王座 - （第1507、1509、1568、1640代）
- KO-Dタッグ王座 - 2回（第73代、第83代）

パートナーは高梨将弘→正田壮史。
- 路上プロレス世界一決定戦 - 優勝（2022年）
- KING OF DDTトーナメント - 優勝（2023年）

プロレスリング我闘雲舞
- アジアドリームタッグ王座 - 1回（第10代）

パートナーは高梨将弘。
ファイトクラブ・プロ
- FCPタッグ王座

プログレス・レスリング
- PROGRESSタッグ王座

レボリューション・プロレスリング
- RPWブリティッシュ・タッグ王座 - 1回（第18代）

パートナーはトラヴィス・バンクス。
コンバット・ゾーン・レスリング
- CZW世界タッグ王座 - 1回（第61代）

パートナーはキッド・ライコス。
ウエストサイド・エクストリーム・レスリング
- wXwショットガン王座

その他
- ATTACK!タッグ王座

## 入場曲
- SCHADENFREUDE Theme